# میشل گومز
میشل گومز (انگلیسی: Michelle Gomez؛ زادهٔ ۲۳ نوامبر ۱۹۶۶) بازیگر اهل بریتانیا است.
از فیلم‌ها یا برنامه‌های تلویزیونی که وی در آن نقش داشته‌است، می‌توان به اسید هاوس، ماجراجویی‌های هراس‌انگیز سابرینا و سوگلی‌های عروسی اشاره کرد.